# Manuelito

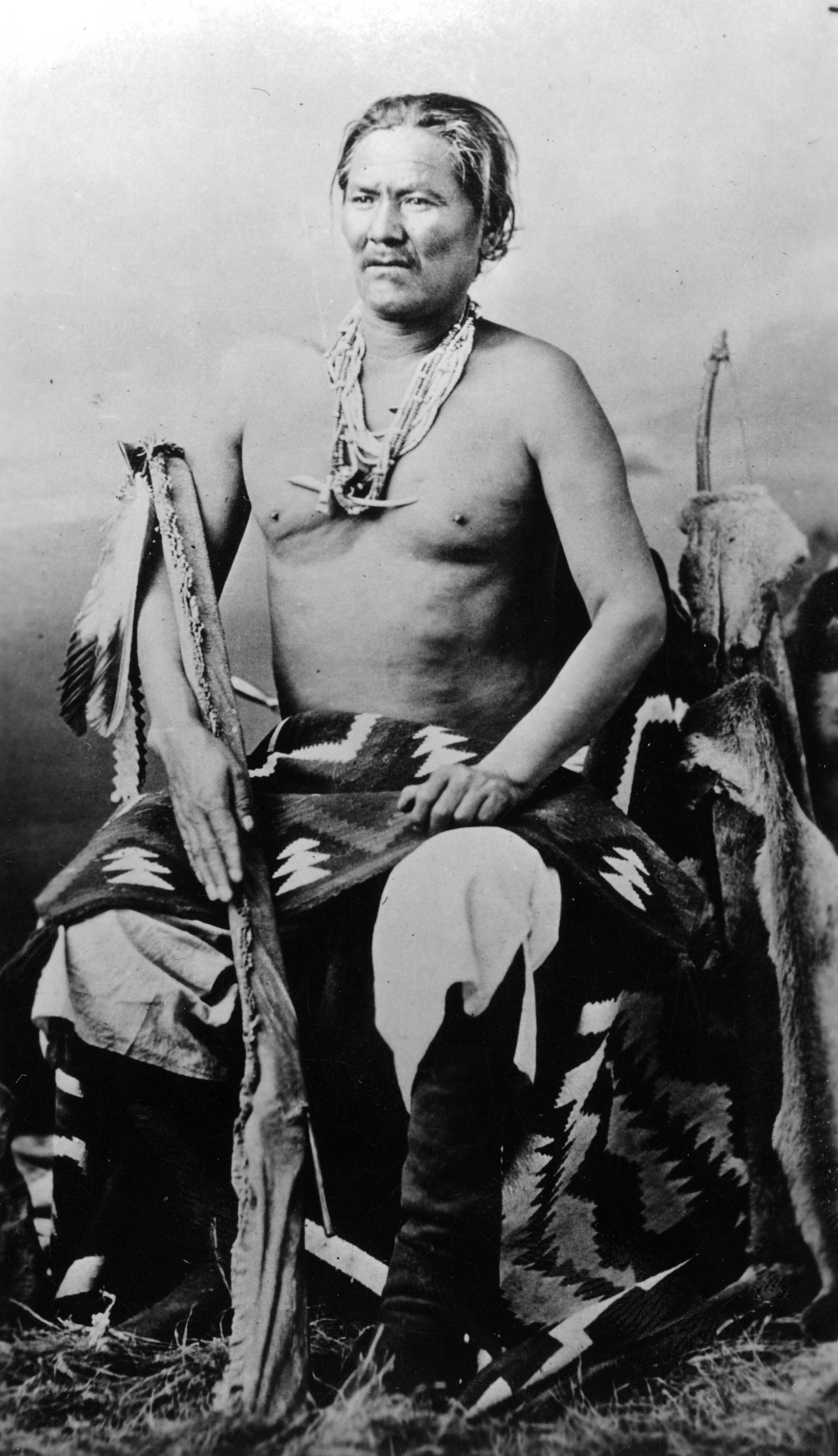
Manuelito

Manuelito (ur. 1818, zm. 1893) – wódz Nawahów z czasów Wielkiej Wędrówki Nawahów. 
21 września 1861 r. na terenie Fortu Wingate doszło do zatargu Indian z żołnierzami przy okazji wyścigu konnego Manuelita z jednym z oficerów. Następnego dnia wojsko zaatakowało obozujących wokół fortu Indian. Rozpoczęła się długotrwała wojna. Wiosną 1862 r. na tereny Nawahów wkroczyły oddziały, którymi dowodził James Carleton. Chciał on rozwiązać problem Indian umieszczając ich w rezerwatach. Najpierw rozprawił się z Apaczami Mescalero umieszczając ich w rezerwacie Bosce Redondo nad Pecos River, potem zajął się Nawahami. Kluczem do sukcesu było pozbawienie Indian zapasów, dlatego wojsko niszczyło zbiory i zabijało zwierzęta Indian. wprowadzono nagrody pieniężne za zdobyte na Indianach zwierzęta, potem również za skalpy wojowników. Stopniowo kapitulowały poszczególne grupy Nawahów, które umieszczano w rezerwacie w Bosce Redondo. Na wolności pozostał ze swymi ludźmi tylko wódz Manuelito. Tymczasem jesienią zaczęli pojawiać się Indianie, którzy nie mogąc znieść warunków panujących w rezerwacie uciekali i wracali do swej ojczyzny. Ich opowieści napawały wolnych Nawahów grozą i zachęcały do dalszego oporu. W rezerwacie nie dostawali ubrań, koców, wystarczającej ilości jedzenia, nie było tam drzew do palenia ognisk, żyli w jamach wygrzebanych w ziemi, ziemia była jałowa i nie nadawała się do uprawy, panowały choroby, na które wielu umarło.
Generał Carleton chciał zakończyć sprawę z Nawahami i starał się zmusić do kapitulacji Manuelita, który przez wiosnę i lato 1865 r. wymykał się żołnierzom. Poddał się dopiero 1 września 1866 r. z dwudziestoma trzema wycieńczonymi wojownikami. Niedługo potem poddali się ponownie Nawahowie, którzy uciekli z rezerwatu. Na ich szczęście generał Carleton przestał być dowódcą wojsk USA w Nowym Meksyku. Jego następca był nastawiony do Indian dużo przychylniej. Warunki w rezerwacie były bardzo złe, co stwierdzali sami biali. Indianie prosili o możliwość życia na swojej dawnej ziemi. W końcu ich prośby zostały wysłuchane. Z Waszyngtonu przybył generał Sherman, który zawarł układ z wodzami Nawahów. W jego wyniku otrzymali nowy rezerwat na swej dawnej ziemi.